# Magnolia floribunda
Magnolia floribunda är en magnoliaväxtart som först beskrevs av Achille Eugène Finet och François Gagnepain, och fick sitt nu gällande namn av Richard B. Figlar. Magnolia floribunda ingår i släktet Magnolia och familjen magnoliaväxter. Inga underarter finns listade i Catalogue of Life.